# Scleronephthya
Scleronephthya is een geslacht van neteldieren uit de klasse van de Anthozoa (bloemdieren).

## Soorten
- Scleronephthya corymbosa Verseveldt & Cohen, 1971
- Scleronephthya crassa (Kükenthal, 1906)
- Scleronephthya flexilis Thomson & Simpson, 1909
- Scleronephthya gracillimum (Kükenthal, 1906)
- Scleronephthya lewinsohni Verseveldt & Benayahu, 1978
- Scleronephthya pallida (Whitelegge, 1897)
- Scleronephthya pustulosa Wright & Studer, 1889
- Scleronephthya spiculosa (Kükenthal, 1906)